# Raymond Roche (SOE)
Pour les articles homonymes, voir Raymond Roche et Roche (homonymie).
Raymond Roche fut, pendant la Seconde Guerre mondiale, un agent secret français du Special Operations Executive.

## Identités
- État civil : Raymond Roche
- Comme agent du SOE, section F :
  - Nom de guerre (field name) : « François »
  - Pseudo : Bruce Cadogan

## Éléments biographiques
Raymond Roche, Parisien, naît vers 1912. Il fait ses études à Paris, au collège Stanislas, puis à sciences Po.
1939. Raymond Roche est mobilisé comme sergent infirmier à la 6e section des infirmiers militaires.
1940. En avril, il entre à la mission française de liaison. Il accompagne son unité britannique en Belgique puis à Dunkerque où il gagne l'Angleterre. Il reste deux jours à Tilworth, repart pour Cherbourg, retrouve la mission de liaison à Évron, qui l'envoie auprès de la 1re division canadienne à Brest. Il se porte avec elle sur la ligne de feu, regagne Brest, d'où il s'embarque pour l'Angleterre le 18 juin, jour du message du dénéral de Gaulle.
Les Anglais réunissent un certain nombre d'officiers de liaison à Trentham Park. Chacun suit son bon plaisir ; cependant des officiers anglais de leur ancienne unité viennent leur proposer de s'engager dans l'armée anglaise pour effectuer d'éventuelles missions en France, mais les perspectives sont encore très vagues. Ceci se passe en juillet 1940 et Raymond Roche n'envisage pas d'autre solution, car les services FFL sont à l'époque à peine formés. Il entre donc au Royal Army Medical Corps (RAMC)) comme private (simple soldat), fait toutes ses classes (service ordinaire).
1941. En janvier, il est appelé à Londres pour une interview, et au bout de trois jours on lui propose une mission en France qu'il accepte.
Il suit alors les écoles spéciales du SOE et après un certain temps, il est nommé officier. Le 25 août, il part en mission ; dans la nuit du 19 au 20 septembre, il est déposé en France au Barcarès, à l'aide d'une liaison maritime effectuée par un petit bateau, un Q-boat, spécialisé dans le camouflage, qui émerge chaque nuit avec une identité différente.
Il passe deux jours à Perpignan, puis rejoint Georges Bégué à Châteauroux. Là, ils travaillent ensemble. Raymond Roche est organisateur. Il s'agit à l'époque de faire du recrutement pour une organisation générale qui donnerait à la résistance un peu plus de sens qu'elle n'en avait jusqu'alors. La guerre devait être longue encore, il fallait s'adapter à ses conditions. Une des directives données aux agents était la destruction d'objectifs d'ordre industriel.
Mais il n'a pas le temps de travailler longtemps. Si tout avait bien marché, il se serait rendu sans retard dans son propre secteur qui devait être Bordeaux. Néanmoins, comme sa présence auprès de Georges Bégué lui paraît utile, il reste sur place pour le seconder.
Le 4 octobre, Marcel Fleuret, garagiste à Châteauroux et boîte aux lettres, est arrêté. Comme Georges Bégué doit rester sur place à cause de sa radio, Raymond Roche entreprend une tournée pour prévenir les uns et les autres de n'avoir plus à se servir de cette boîte aux lettres et attend de nouvelles instructions. Il se rend à Limoges, à Marseille, à Cannes, à Grenoble où il va voir Lefrou de la Colonge dont on n'a jamais plus eu de nouvelles. Il revient à Limoges pour retrouver Georges Bégué, il avait trouvé un endroit pour lui à Antibes, pour laisser passer le grain et s'organiser entre-temps.
Puis il se rend à Marseille à un rendez-vous  chez Gilbert Turck « Christophe ». Le 24 octobre, avec Georges Bégué, il est pris, à la même souricière que plusieurs autres.
Il est enfermé à Périgueux, puis à Mauzac.
1942.
Il est l'un des onze évadés de Mauzac, dans la nuit du 15 au 16 juillet 1942. Il passe la frontière espagnole avec le premier contingent qui est arrêté, va à Madrid, Gibraltar et regagne l'Angleterre. Il ne retournera pas en France avant le débarquement en Normandie.
1943-1944.
Il demeure avec Nicolas Bodington comme instructeur dans les écoles spéciales, puis entre à l'Intelligence Corps du War Office. En juin 1944, il débarque en France et fait toute la campagne avec l'état major de la 1re armée.